# Sebadales de Güigüí
Sebadales de Güigüí este o arie protejată (arie specială de conservare — SAC, sit de importanță comunitară — SCI) din Spania întinsă pe o suprafață de 7.219,75 ha, integral marine.

## Localizare
Centrul sitului Sebadales de Güigüí este situat la coordonatele 27°57′10″N 15°52′19″W / 27.9528°N 15.872°V.

## Înființare
Situl Sebadales de Güigüí a fost declarat sit de importanță comunitară în octombrie 2006 pentru a proteja 3 specii de animale. Situl a fost protejat și ca arie specială de conservare în septembrie 2011.

## Biodiversitate
Situată în ecoregiunile  și marină macaroneziană, aria protejată conține 2 habitate naturale: Bancuri de nisip acoperite în permanență slab de apă marină, Recifuri.
La baza desemnării sitului se află mai multe specii protejate:
- mamifere (1): delfin mare (Tursiops truncatus)
- reptile (2): Caretta caretta, Chelonia mydas

Pe lângă speciile protejate, pe teritoriul sitului au mai fost identificate 4 specii de plante, 2 specii de mamifere, 8 specii de nevertebrate, 4 specii de pești.